# O Cabalo (La Coruña)
A Telleira o Cabalo es un lugar del municipio de Noya, Galicia en España. Pertenece a la parroquia de Boa y está situada entre el mar y la AC-550 en la Punta do Cabalo, muy próxima a la frontera con el municipio de Puerto del Son. A los pies de esta aldea está la playa de Telleira y el muelle de Boa.
En 2022 tenía una población de 13 habitantes (7 hombres y 6 mujeres). Su superficie delimitada es de 114.474 m². Se sitúa a 9 km de la Capital municipal. Otros lugares cercanos son Boa, Boiro y O Fieiro.
En el INE esta aldea figura como Entidad singular de población de Noya con el nombre de O Cabalo, pero en el PGOM de dicho municipio no figura esta aldea. En cambio, sí figura en el PGOM de Porto do Son con el nombre de Telleira, justo en la frontera con Noya (donde se sitúa la parroquia de Boa). El INE geolocaliza este lugar en el término municipal de Porto do Son, por lo que quizás se trate de un error por parte del INE.
Es un asentamiento costero de reciente formación y muchas de sus viviendas son segundas residencias. Constituye un diseminado, es decir, sus viviendas o construcciones están dispersas y no existe ningún núcleo dentro de ella. Está constituida por 52 construcciones, de las cuales 51 son residencias unifamiliares (7 tradicionales y 44 recientes). La calificación otorgada a esta localidad es de aldea, según el PGOM de Porto do Son y un Lugar de acuerdo al INE.

## Topónimo
El topónimo se debe a que antiguamente en el lugar se fabricaban tejas (En gallego tellas), aprovechando las tierras barrosas del lugar.

## Demografía
| Año       | 2000 | 2005 | 2010 | 2018 |
| --------- | ---- | ---- | ---- | ---- |
| Población | 15   | 15   | 16   | 16   |

## Galería de imágenes
|                                                   |
| A Telleira, fotografiada vuelo americano en 1956. |

|                                              |
| Imagen por satélite actual, con sus límites. |

|                       |
| A Telleira dende Boa. |

|                      |
| Playa de A Telleira. |